# Каталонска кухня
Каталонската кухня, изградена въз основа на традиционната селска култура, представлява разнообразно и голямо кулинарно богатство. Каталония е мястото, където е написана първата испанска кулинарна книга, която свидетелства за велика кулинарна традиция още от древността. Съставена е от елементите на три кухни – морска, планинска и централна, които се пресичат в Барселона. Счита се за част от Средиземноморската кухня.

## Ястия
Измежду ястията от типа косидо (ястие с месо, зеленчук и нахут) е известна с ястието escudella, чието име произлиза от названието на съда, в който се яде, и с pa amb tomàquet (хляб с домат), широко разпространено в Испания. Както и в останалите източни крайбрежни региони, има специфични ястия с ориз. Представляват интерес следните ястия: truita de mongetes (тортиля с боб), coca de recapte (сходно с пицата), sopa de farigola (супа от мащерка), caracoles a la llauna (ястие с охлюви). Сред сосовете най-известни са romesco от Тарагона, като също толкова често се срещат alioli (типичен за източната част на Испания, областта Прованс във Франция и островите от западното Средиземноморие), bullabesa с каталонски произход, samfaina (запръжка със зеленчуци) и picada.
Сред колбасите от свинско месо са butifarra (черен и бял), fuet и salchichón от град Вик. Измежду рибните ястия се открояват suquet (рибна яхния, типична за рибарите), ястието mar i muntanya (комбинация от месо и риба) както и pollastre amb escamarlans, сготвена по различни начини риба треска, различни видове ориз с риба като arròs negre. От ястията със зеленчуци са популярни calçots (вид печен лук на скара) и напоследък познатото escalivada (печени патладжан, пипер, лук и домат). Каталония е винарски регион, който притежава единадесет наименования за произход, като например вината от: Приорато, Пенедес, Костерс дел Сегре, Алеля и т.н. Съществува също традиционна зона за приготвяне на пенливо вино от Пенедес, в чиято продукция водещи са известни компании като Freixenet и Cordorníu. Измежду десертите се отличават crema catalana (или crema de Sant Josep), panellets, които се консумират в деня на Вси Светии, tortel, cocas, neulas.